# Adam Gontier
Adam Wade Gontier (n. 25 mai 1978, Peterborough⁠(d), Ontario, Canada) este un  muzician rock canadian. El este solistul principal, chitaristul ritmic și principalul compozitor al formațiilor rock Three Days Grace și Saint Asonia. Adam Gontier a părăsit Three Days Grace pe 9 ianuarie 2013, invocând motive de pauză și de redescoperire, după o perioadă în care a fost dependent de droguri, în 2006-2007, însă gândindu-se la o reuniune în viitor cu formația de unde s-a lansat. Acesta s-a întors în octombrie 2024, după 11 ani de la plecarea sa.   În plus, față de munca sa cu Three Days Grace și Saint Asonia, a fost implicat în colaborări cu alte formații, inclusiv Art of Dying, Apocalyptica, Breaking Benjamin, Skillet și Thousand Foot Krutch.  